# Kilpi (groupe)
Kilpi est un groupe de hard rock et heavy metal finlandais. Les paroles de Kilpi traitent de la société contemporaine, de l'amour et de la justice.

## Biographie
Kilpi signifie « bouclier » en finnois, mais il s'agit en réalité du nom de famille du guitariste et fondateur du groupe, Petteri Kilpi. Le premier album du groupe, Sähkönsinistä Sinfoniaa, est sorti le 28 mai 2003, quelques mois après leur premier single, Nerokasta Ikävää. Il est classé 32e des charts finlandais ; en été la même année, le groupe organise ses premières représentations live.
Au printemps 2004 sort le single Sielut Iskee tulta. Il est classé 7e des charts, ce qui est nettement meilleur que son prédécesseur. À l'été 2004, le groupe enregistre II Taso, qui est publié le 29 septembre 2004, et atteint le top 10. Dans le même temps, le groupe fait sa première tournée nationale. 
Un autre album apparaît dans les bacs en 2006, sous le nom de Kaaoksen Kuningas, et deux de ses morceaux seront proposés à l'Eurovision 2006. La même année, le groupe se sépare de son label, MTG, pour lancer le sien, KillBee Records. En 2007, le groupe y publie Kaibe-Live, un album live enregistré au festival Down by the Laituri. Le 2 avril 2008, le quatrième album studio du groupe IV est publié.
En 2012, deux nouveaux singles sont publiés ; Lautta et Rakkaus vapauttaa.

## Membres
- Tapio « Taage » Laiho - chant
- Petteri « Pete » Kilpi - guitare
- Aleksi « Alba » Summe - guitare
- Janne Laaksonen - basse
- Juha « Kukkis » Kukkola - claviers
- Jussi « Juzzy » Kattelus - batterie

## Discographie
- 2007: Kaaos-Live
- 2008: IV
- 2009: Pirun Merta
- 2015: Juggernautti